# Dolní Světlá (Větřní)
Dolní Světlá, někdy také Dolní Světlé (německy Unter Zwiedlern) je zaniklá osada v obvodu města Větřní v okrese Český Krumlov.

## Historie
První písemná zmínka o Dolní Světlé pochází z roku 1410. Za první československé republiky byla Dolní Světlá osadou obce Záhoří. V roce 1930 zde stálo 13 domů a žilo 53 obyvatel. V letech 1938 až 1945 byla ves v důsledku uzavření Mnichovské dohody přičleněna k nacistickému Německu. V roce 1950 byla Dolní Světlá osadou obce Svéraz a v dalších letech jako osada zanikla.